# Pasivism
Pasivismul a fost o tactică politică a Partidului Național Român din Transilvania condus de Ilie Măcelariu, care consta în boicotarea alegerilor și a vieții parlamentare din Ungaria și se întemeia pe nerecunoașterea dualismului austro-ungar și alipirii forțate a Transilvaniei la Ungaria. Prin înglobarea Transilvaniei la Ungaria comunitatea românescă din Transilvania înceta să constituie cel mai numeros grup etnic din provincie, fiind redusă în poziția de cea mai numeroasă minoritate la nivelul întregului regat al Ungariei.
Tactica pasivismului a fost adoptată la conferința de constituire a P.N.R. (1859) din Transilvania. Tactica pasivismului a fost opusă de cea activismului preconizat de Andrei Șaguna, originar din Miskolc, și de P.N.R. din Banat și Ungaria condus de Alexandru Mocioni, care prin alipirea Transilvaniei la Ungaria vedeau comunitatea românească din Ungaria întărită și propulsată în poziția de cea mai numeroasă minoritate etnică din Ungaria. 
Tactica pasivismului a fost menținută și după unificarea P.N.R. din Transilvania cu P.N.R. din Banat și Ungaria (1881) până în 1905.